# Nelson Diebel
Nelson Diebel (Hinsdale, 9 de noviembre de 1970) es un nadador estadounidense retirado especializado en pruebas de estilo braza, donde consiguió ser campeón olímpico en 1992 en los 100 metros.

## Carrera deportiva
En los Juegos Olímpicos de Barcelona 1992 ganó la medalla de oro en los 100 metros estilo braza, con un tiempo de 1:01.50 segundos, por delante del húngaro Norbert Rózsa y del australiano Phil Rogers; además ganó el oro en los relevos de 4x100 metros estilos por delante del Equipo Unificado (plata) y Canadá (bronce).